# Macrothemis cynthia
Macrothemis cynthia är en trollsländeart som beskrevs av Friedrich Ris 1913. Macrothemis cynthia ingår i släktet Macrothemis och familjen segeltrollsländor. Inga underarter finns listade i Catalogue of Life.